# Johann Daniel Koch

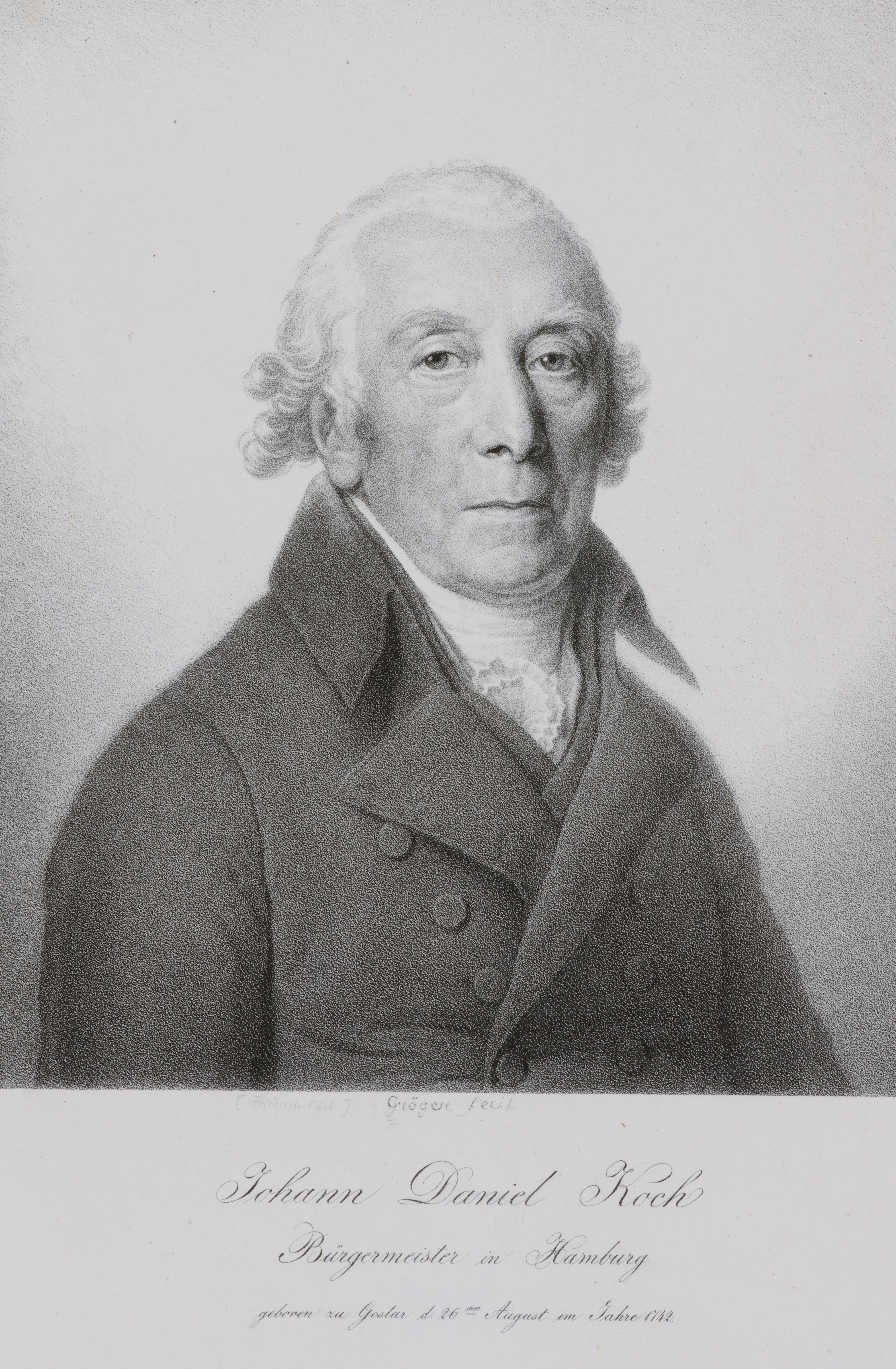

Johann Daniel Koch (* 26. August 1742 in Goslar; † 26. April 1829 in Hamburg) war ein deutscher Jurist und von 1821 bis 1829 Bürgermeister von Hamburg.

## Leben
Johann Daniel Koch wurde als Sohn des Goslarer Bürgermeisters Johann Philipp Koch in Goslar geboren.
1771 heiratete er Johanna Elisabeth Henriette Funck.
1792/93 war er Präses der Handelskammer in Hamburg. Ab 1799 war er Senator und von 1821 bis zu seinem Tod 1829 Bürgermeister von Hamburg.